# Nodong-1
O Nodong-1 é um míssil de estágio único e móvel, de combustível  líquido. Classificado como  Míssil Balístico de Médio Alcance, este míssil desenvolvido pela Coreia do Norte em meados da década de 80, é uma evolução do míssil soviético SS-1, mais conhecido por Scud pela OTAN.

## História
Acredita-se que os mísseis Scud-B da Coreia do Norte  provenham do Egito e possivelmente o Scud-C tenha sido desenvolvido com  a ajuda do Irã, e foram realizados trabalhos de Engenharia reversa, para produzir internamente estes mísseis e aprimora-los. Este processo de aprimoramento culminou no No-dong, um míssil de alcance maior que o Scud C. Os satélites de reconhecimento dos Estados Unidos dete(c)taram primeiramente este míssil na base de lançamento em maio de 1990.  A Coreia do Norte alarmou o Japão em 1993 lançando um míssil teste para Honshū, embora o míssil caísse no mar de Japão. Em 4 de julho de 2006 a Coreia do Norte conduziu pelo menos três ou quatro lançamentos deste míssil altamente bem sucedidos que alvejaram uma área predeterminada no mar de Japão.

## Especificações
As especificações  precisas e utilização deste míssil são desconhecidas e controversas, sujeitas a muitas especulações. Se aceita que é maior que o Scud-C, com uma massa entre 15.000 a 16.000 quilogramas, com um diâmetro de aproximadamente 1.3 m e com um comprimento de 15–17 m. Possui um alcance estimado entre 1000 a 1300 km e sua ogiva tem carga entre 700 e 750 quilogramas de explosivos. Sua baixa precisão o torna ineficiente contra alvos militares fortificados, entretanto, pode ser utilizado como uma arma de terror  transportando armas químicas, biológicas ou  possivelmente nucleares, contra instalações militares ou grandes cidades (Tendo como alvo principal as cidades japonesas).
Existem diversas variantes conhecidas como:
- Shahab-3 no Irã;
- Ghauri no Paquistão;

Servindo também como base para projetos mais avançados como o Taepodong-1 e o ICBM Taepodong-2.

## Outros mísseis norte-coreanos:
- Hwasong-12
- Hwasong-13 / Nodong-C
- Hwasong-15
- Hwasong-16b
- Hwasong-18
- Hwasong-19